# Premios de la Música iHeartRadio 2024

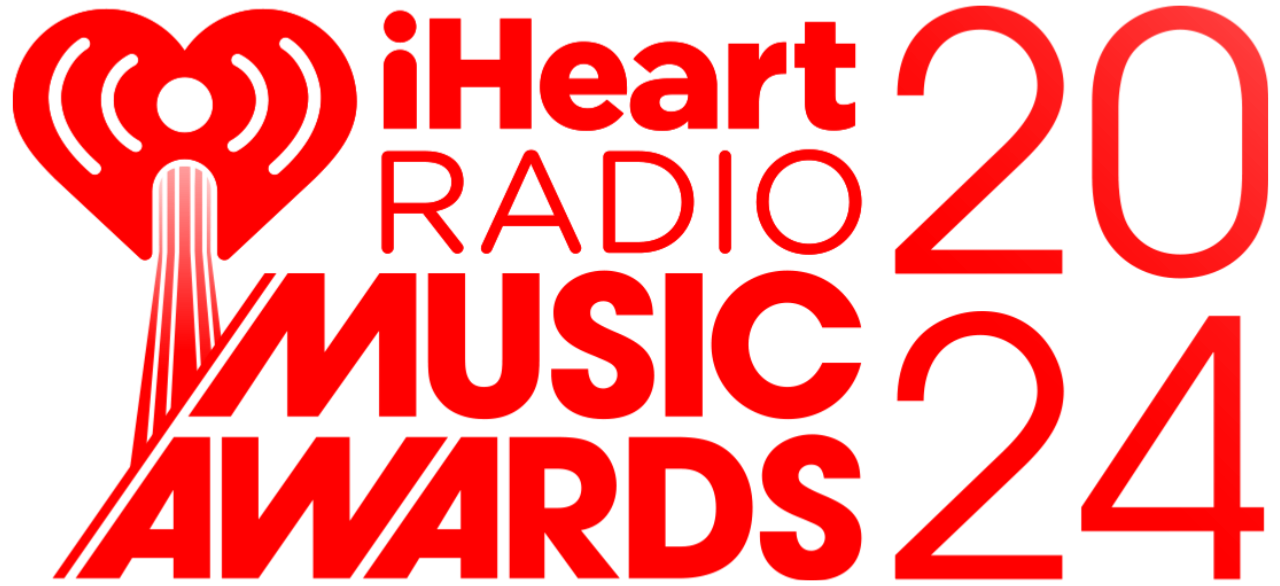
Logo oficial del evento

Los iHeartRadio Music Awards 2024 se llevaron a cabo en el Dolby Theatre de Los Ángeles el 1 de abril de 2024 y se transmitirán en vivo por Fox. Serán presentados por Ludacris .
Durante la ceremonia, Cher recibirá el Premio Icon por sus "contribuciones incomparables a la música y la cultura pop durante más de siete décadas". Beyoncé recibirá el Premio Innovador por ser un "ícono cultural global", que ha asumido "riesgos creativos, transformado con éxito su música e influido en la cultura pop".

## Actuaciones
Los artistas que se presentaran se anunciaron el 21 de marzo de 2024.
| Intérprete (s)           | Canciones                              |
| ------------------------ | -------------------------------------- |
| Justin Timberlake        | "Selfish" "No Angels"                  |
| Green Day                | "Bobby Sox" "Basket Case"              |
| Tate Mc Rae              | "Greedy" "Exes"                        |
| Jelly Roll Lainey Wilson | "Save Me"                              |
| TLC Latto                | "No Scrubs" "Waterfall"                |
| Jennifer Hudson Cher     | "If I Could Turn Back Time" "Believe"  |
| Ludacris T-Pain          | "Yeah!" "All I Do is Win" "Move Bitch" |

## Ganadores y nominados
iHeartRadio anunció a los nominados el 18 de enero de 2024. Las votación para las categorías sociales se abrió el 18 de enero y terminó el 25 de marzo. Taylor Swift fue la artista más nominada con nueve nominaciones, seguida de Jelly Roll, 21 Savage y SZA con ocho. Por primera vez en la historia de la entrega de premios se han incluido nuevas categorías para premiar la música pop y K-pop.